# Foramen jugulare

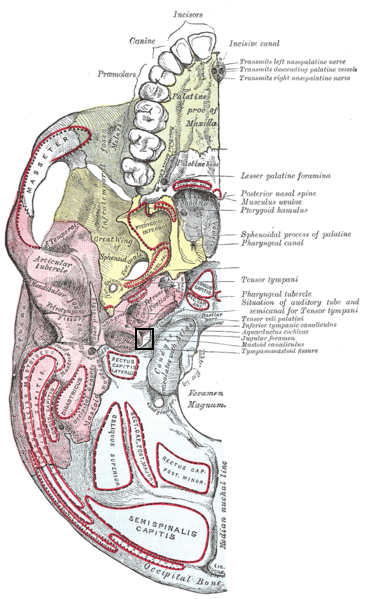
...

Das Foramen jugulare (lat. für „Drosselloch“) ist eine große Öffnung in der Schädelbasis, durch die einige wichtige Leitungsbahnen zum Hals gelangen. Es liegt hinter dem Durchtritt der Arteria carotis interna und wird vorne vom Felsenbein und hinten vom Hinterhauptbein begrenzt. Auf der rechten Seite ist es meist größer.

## Gliederung und Inhalte
Das Foramen jugulare kann in drei Abschnitte (Kompartimente) unterteilt werden:
- Die Pars anterior (vorderer Teil) enthält den Sinus petrosus inferior.

- Die Pars intermedia (Mittelteil) enthält mit dem Nervus glossopharyngeus, vagus und accessorius drei Hirnnerven (IX, X, XI) und die Arteria meningea posterior, welche die Hirnhäute mit arteriellem Blut versorgt.
- Die Pars posterior (hinterer Teil) enthält den Sinus sigmoideus, der nach dem Durchtritt zur namensgebenden Vena jugularis interna wird. Außerdem gibt es hier noch ein paar arterielle Hirnhaut-Äste der Arteria occipitalis und der Arteria pharyngea ascendens.

Die Pars anterior wird durch das Ligamentum petrobasilare von der Pars intermedia getrennt. Zwischen Pars intermedia und Pars posterior liegt das Ligamentum petrooccipitale.